# 日経金融新聞
日経金融新聞（にっけいきんゆうしんぶん）とは、1987年（昭和62年）10月に創刊され日本経済新聞社から発行されていた金融専門紙である。2008年（平成20年）3月に新規創刊した投資・金融情報専門週刊紙『日経ヴェリタス』に移行するため、同年1月31日をもって廃刊となった。

## 概要
主に金融機関関係者に購読されていた。金融関係ではない一般企業で購読する場合もあるが、その性格上内容が専門的であるため決して素人向けではなく、株式新聞やNSJ日本証券新聞など株式市況専門紙とも異なり金融全般を扱う業界紙といった位置づけとなっている。後継の日経ヴェリタスでは、ウォール・ストリート・ジャーナル版元のダウ・ジョーンズが手掛ける週刊紙『バロンズ』を参考に、読者対象を個人投資家にも拡大した。

販売部数は、日本経済新聞社広告局ホームページによると46300部（2005年7～12月平均）で、日経MJや日経産業新聞よりも少なかった。
平日の朝刊のみ発行され（夕刊はない）日経新聞販売店を通じて購読できた。月ぎめ購読料5036円、一部220円で、一部売りを毎日買ったほうが安かった。

## 紙面構成
紙面構成は曜日によって違うが、毎発行日に必ず掲載している人気コラムもある。たとえばフロント面（1面）の「複眼独眼」、株フロント面（最終面）の「スクランブル」とマーケット面（2面）の「ポジション」など。また、3面は「金融総合面」となっており、金融機関や周辺業界の話題・ニュース・人事動静を紹介した。

### 複眼独眼
経済全般について記者や金融業界人などがペンネームで書く。テーマは初歩的な投資の心得から会計制度、ノーベル経済学賞まで多岐にわたる。匿名のコラムだけあって大胆な問題提起をすることもあるが、机上の空論に終わる場合も少なくなかった。

### ポジション
金融マーケットのコラム。外国為替、債券、短期、商品先物の各市場のテーマを取り上げる。日本経済新聞本紙マーケット総合1面に掲載する「マーケット・ウォッチャー」とほぼ同じ筆者とみられるが、ポジションは署名記事となっている。「ポジション」を直訳すれば立ち位置という意味だが、金融業界では「持ち高」を意味する。どんな金融資産を保有しているか、というのは、資産運用の担当者にとって「どんな相場観を持っているか」つまり「どんな立ち位置で世界を眺めているか」を表している。そうしたプロの資産運用の視点を解き明かすという意味を込めて名付けられたコラム名という。

### スクランブル
国内外の株式市場の話題を取り上げるコラムである。株式の投資家に対する影響力は絶大。日本経済新聞本紙マーケット総合2面の「株式往来」が市場の概況を伝えるコラムであるのに対し、スクランブルは1点集中型。若手の記者も執筆しているようだ。株式投資について違った視点を提供したり、市場の矛盾を深掘りしたりといった、一般には理解されにくくても市場関係社にとっては重要なテーマを取り上げていた。
2005年夏の郵政解散をきっかけに鉄鋼株や銀行株など大型株が主導して株式相場は急上昇したが、その直前に「小型株時代の終焉」といった急上昇相場の到来を示唆する記事をこの欄で掲載。歴代の総理大臣の任期で区切り、日経平均株価をローソク足チャートで分析した「小泉続投、株は長期上昇?」など、印象に残る記事は多かった。
スクランブルというコラム名は、いろんな意見が交差する「スクランブル交差点」でもあり、市場に何か起きたときは急いで深層を取材する「スクランブル発進」ともいわれるが「結局のところ由来はよくわからない」と以前、日経の記者が話していた。

## 金融機関人気度ランキング調査
日経金融新聞が毎年正月に掲載していた金融機関の人気度調査。上場企業および店頭公開企業の財務担当部長クラスを対象に毎年11月ごろ郵送でアンケートを行い、その結果を翌年の正月の紙面に発表する。2004年正月には第17回目の調査結果が発表された。
アンケート名は「銀行・証券・生損保・投信・投資顧問会社人気度アンケート調査」という。アンケートの集計は調査会社の「日経リサーチ」が行った。
調査は毎年11月頃行われる。まず対象となる企業の経理担当役員等に調査票が送られ、記入して返信用封筒で返送する（回答の提出は任意）。結果は日経金融新聞に掲載されるが、この新聞は日本経済新聞ほど多く読まれているわけではないため、回答を提出した人が日経金融新聞を購読しておらず、発表結果を見ていない、という現象が発生している。
アンケートの記入用紙には「ご回答者は貴社で経理・財務部門を主査する方（役員・経理部長・財務部長クラスの方）にお願いいたします」と記載されている。従って回答者の氏名欄には「部長クラス」の氏名を記入して返送する（もっとも実際には役員や部長といった役職者は業務多忙のため、担当部署の末席の者が代筆するケースも少なくない）。また、同封の依頼文には「ご回答企業名は個別にはいっさい記載いたしません」と記載されていた。
回答の提出は任意なので、回答を出す、出さないは自由である。有効回答率はWeb上では発表されていない（紙上では発表されている）回答を提出しないと催促の電話がかかってくることがあるが、もとより任意のアンケートなので必ず提出しなければならないわけではない。
調査の性質上、利用者数の多い、知名度の高い金融機関が上位にランキングされる傾向があった。